# (421709) 2014 PH22
(421709) 2014 PH22 es un asteroide perteneciente al cinturón de asteroides, descubierto el 5 de enero de 2012 por el equipo del Spacewatch desde el Observatorio Nacional de Kitt Peak, Arizona, Estados Unidos.

## Designación y nombre
Designado provisionalmente como 2014 PH22.

## Características orbitales
(421709) 2014 PH22 está situado a una distancia media del Sol de 2,449 ua, pudiendo alejarse hasta 2,860 ua y acercarse hasta 2,039 ua. Su excentricidad es 0,168 y la inclinación orbital 3,071 grados. Emplea 1400,23 días en completar una órbita alrededor del Sol.

## Características físicas
La magnitud absoluta de (421709) 2014 PH22 es 17,44.